# Libnetis minutus
Libnetis minutus is een keversoort uit de familie netschildkevers (Lycidae). De wetenschappelijke naam van de soort werd in 1997 gepubliceerd door Sergey Vasiljevich Kazantsev.